# Павлина
Павлина или Паулина је женско име које води порекло од латинског мушког имена Павле (лат. Paulus) и има значење: мала. Сродна имена Паула и Пола.

## Имендани
- 20. фебруар.
- 14. март.
- 1. јун.
- 22. јун.

## Варијације
-
-, имендан: 14. март.